# 蜴形駝背脂鯉
蜴形駝背脂鯉（学名：Cyphocharax aspilos），為輻鰭魚綱脂鯉目脂鯉亞目無齒脂鯉科的其中一個種，分布於南美洲馬拉開波湖及其支流流域，體長可達18公分，棲息在底中層水域，生活習性不明，可做為食用魚。